# 娘娘庙 (湟中区)
娘娘庙，位于中国青海省湟中县总寨乡谢家寨村，为青海省市县级文物保护单位，公布日期为1998年9月21日，类型为古建筑。
娘娘庙的历史年代为清。